# Willebroek
Willebroek (cách viết cũ: Willebroeck) là một đô thị ở tỉnh Antwerp. Đô thị này gồm các thị trấn Blaasveld, Heindonk, Tisselt, Klein Willebroek và nội thị Willebroek. Tại thời điểm ngày 1 tháng 1 năm 2006, Willebroek có dân số 23.044 người. Tổng diện tích là 27.41 km² với mật độ dân số là 841 người trên mỗi km².
Willebroek nối với Brussels qua kênh đào Willebroek.
Willebroek có Kanaalfeesten, một lễ hội hàng năm với các buổi hoà nhạc.